# Polygrammodes nervosa
Polygrammodes nervosa is een vlinder uit de familie van de grasmotten (Crambidae), uit de onderfamilie van de Spilomelinae. De wetenschappelijke naam van deze soort is voor het eerst voorgesteld als Hoterodes nervosa door William Warren in een publicatie uit 1889.
De soort komt voor in Brazilië en Ecuador.